# Modern Love
Modern Love är en sång skriven av David Bowie, utgiven på albumet Let's Dance 1983. Den släpptes även som tredjesingel från albumet i september samma år. B-sidan på den engelska utgåvan av singeln är "Modern Love" i en liveversion.